# Parlamentswahlen in Mosambik 1994
Die Parlamentswahlen in Mosambik 1994 fanden vom 27. bis 29. Oktober 1994 in Mosambik statt und markieren als erste Mehrparteienwahlen in der Geschichte Mosambiks den Übergang zum Mehrparteiensystem. Der 16-jährige blutige Mosambikanische Bürgerkrieg war zum Zeitpunkt der Wahl gerade zwei Jahre beendet und die Hauptkontrahenten der Wahl waren auch die beiden ehemaligen Kontrahenten des Bürgerkrieges: die Frente da Libertação de Moçambique (FRELIMO), Staatspartei und seit der Gründung des Landes 1975 bis 1992 einzig zugelassene Partei Mosambiks und auf der Gegenseite die ehemalige Guerillaorganisation Resistência Nacional Moçambicana (RENAMO), die sich erst kurz zuvor zur Partei gewandelt hatte. Da mit diesen Wahlen das fragile Ende des Bürgerkriegs bestätigt werden sollte, wurden sie von 2400 internationalen Beobachtern, u. a. von der UN Operation in Mosambik (ONUMOZ), der Europäischen Union, der Organisation für Afrikanische Einheit (OAU) und der Association of European Parliamentarians for Southern Africa (AWEPA) überwacht und für frei und fair befunden. Die Kosten der Wahl wurden auf 249 Millionen US-Dollar geschätzt. Unmittelbar vor der Wahl drohte RENAMO mit einem Rückzug von den Wahlen unter Verweis auf angebliche Vorbereitungen für großangelegten Wahlbetrug durch die Regierung. Die Krise konnte durch Gespräche zwischen RENAMO-Führer Afonso Dhlakama und Geldgebern abgewendet werden.

## Ergebnisse
FRELIMO gewann die Wahlen mit deutlichem Vorsprung vor RENAMO und errang zwar nicht die Mehrheit der Stimmen, jedoch knapp die Mehrheit der Sitze. RENAMO wurde mit gut einem Drittel der Stimmen die größte Oppositionspartei. Dennoch war dieses Wahlergebnis für RENAMO besser als viele erwartet hatten, da RENAMO im Bürgerkrieg weite Teile des Landes mit Terror überzogen hatte. Eine mögliche Erklärung besteht in der Tatsache, dass RENAMO zum Zeitpunkt der Wahlen etwa ein Drittel des Landes beherrschte und die internationale Nahrungsmittelhilfe von der Bevölkerung eher RENAMO zugerechnet wurde als der Regierung. Zudem wurde RENAMO sowohl von der katholischen Kirche, als auch von US-Organisationen finanziell unterstützt, da diese nur eine starke RENAMO-Opposition als Garanten für die Aufrechterhaltung des Friedens ansahen.
Die Ergebnisse der daneben zur Wahl antretenden bzw. zugelassenen zwölf Parteien waren bedeutungslos mit Ausnahme der gut 5 % Stimmen des Parteienbündnisses Unaio Democrática de Moçambique (UDEMO), das aber bei den folgenden Wahlen nicht einmal an diesen bescheidenen Erfolg anknüpfen konnte. Die Wahlbeteiligung lag bei außergewöhnlich hohen 87 % der Wahlberechtigten.
| Ergebnisse der Parlamentswahlen 1994      | Ergebnisse der Parlamentswahlen 1994 | Ergebnisse der Parlamentswahlen 1994 | Ergebnisse der Parlamentswahlen 1994 | Ergebnisse der Parlamentswahlen 1994 |
| ----------------------------------------- | ------------------------------------ | ------------------------------------ | ------------------------------------ | ------------------------------------ |
| Koalition/Partei                          | Stimmen                              | Prozent                              | Sitze                                | Prozent der Sitze                    |
| FRELIMO                                   | 2 115 793                            | 44,27                                | 129                                  | 51.6                                 |
| RENAMO                                    | 1 803 506                            | 37,74                                | 112                                  | 44,8                                 |
| União Democrática de Moçambique           | 245 793                              | 5.14                                 | 9                                    | 3,6                                  |
| Aliança Patriótica                        | 99 031                               | 2,07                                 | 0                                    | 0                                    |
| SOL                                       | 79 622                               | 1,67                                 | 0                                    | 0                                    |
| FUMO-PCD                                  | 66 527                               | 1.39                                 | 0                                    | 0                                    |
| PCN                                       | 60 635                               | 1,27                                 | 0                                    | 0                                    |
| Partido Independente de Moçambique (PIMO) | 58 590                               | 1,23                                 | 0                                    | 0                                    |
| PACODE                                    | 52 446                               | 1.10                                 | 0                                    | 0                                    |
| PPPM                                      | 50 793                               | 1,06                                 | 0                                    | 0                                    |
| PRD                                       | 48 030                               | 1,0                                  | 0                                    | 0                                    |
| PADEMO                                    | 36 689                               | 0,77                                 | 0                                    | 0                                    |
| UNAMO                                     | 34 809                               | 0,73                                 | 0                                    | 0                                    |
| PT                                        | 26 961                               | 0,56                                 | 0                                    | 0                                    |
| Total                                     | 4 779 225                            | 100,00                               | 250                                  | 100,0                                |
| Quelle                                    | [ 4 ]                                |                                      |                                      |                                      |

FRELIMO hatte seine Hochburgen im Süden und dem äußersten Norden des Landes, RENAMO dagegen in den Provinzen des Zentrums, in Manica, Sofala, Tete, Zambezia und Nampula. In Sofala (mit der zweitgrößten Stadt des Landes, Beira) errang RENAMO mehr als 80 % der Stimmen.